# Chosrow Harutiunian
Chosrow Harutiunian, orm. Խոսրով Հարութիունյան (ur. 30 maja 1948) – ormiański polityk i inżynier, dyrektor zakładów włókienniczych w latach 1983–1987, od 30 lipca 1992 do 2 lutego 1993 premier Armenii, od 1998 do 1999 przewodniczący parlamentu.